# DaDa
DaDa è il quindicesimo album in studio pubblicato da Alice Cooper, nel 1983 per la Warner Bros.
Questo è l'ultimo album inciso da Alice nel suo periodo di dipendenza dall'alcol; la sua completa riabilitazione coincise infatti con la pubblicazione del successivo disco Constrictor, nel 1986.
La copertina dell'album è un ingrandimento del dipinto del 1940 di Salvador Dalì Mercato di schiavi con apparizione del busto invisibile di Voltaire.

## Tracce
1. DaDa – 4:45 (Bob Ezrin)
2. Enough's Enough – 4:19 (Cooper, Dick Wagner, Graham Shaw, Ezrin)
3. Former Lee Warmer – 4:07 (Cooper, Wagner, Ezrin)
4. No Man's Land – 3:51 (Cooper, Wagner, Ezrin)
5. Dyslexia – 4:25 (Cooper, Wagner, Shaw, Ezrin)
6. Scarlet and Sheba – 5:18 (Cooper, Wagner, Ezrin)
7. I Love America – 3:50 (Cooper, Wagner, Shaw, Ezrin)
8. Fresh Blood – 5:54 (Cooper, Wagner, Ezrin)
9. Pass the Gun Around – 5:46 (Cooper, Wagner)

## Formazione
- Alice Cooper - voce
- Dick Wagner - chitarra, basso, voce
- Graham Shaw - tastiere, voce
- Bob Ezrin - tastiere, batteria, percussioni, voce
- Richard Kolinka - batteria (nei brani "Forner Lee Warmer", "Scarlet And Sheba", e "Pass The Gun Around")
- John Anderson - batteria (nel brano "Fresh Blood")
- John Prakash - basso (nel brano "Fresh Blood")